# José Francisco Bias Fortes
José Francisco Bias Fortes (* 3. April 1891 in Barbacena, Minas Gerais; † 30. März 1971 in Rio de Janeiro) war ein brasilianischer Politiker.

José Francisco Bias Fortes

## Werdegang
Bias Fortes war zunächst zwischen 1937 und 1945 Präfekt seiner Geburtsstadt Barbacena. 1947 kandidierte er erstmals für das Amt des Gouverneurs im Bundesstaat Minas Gerais, unterlag jedoch Milton Campos. Staatspräsident Eurico Gaspar Dutra holte ihn im August 1950 als Justiz- und Innenminister in sein Kabinett, dem er bis Januar 1951 angehörte.
Bei seiner zweiten Kandidatur wurde er zum Gouverneur von Minas Gerais gewählt und war vom 31. Januar 1956 bis 31. Januar 1961 im Amt.
Der deutsche Bundespräsident Theodor Heuss zeichnete ihn 1958 mit dem Großkreuz des Verdienstordens der Bundesrepublik Deutschland aus. 1960 erhielt er das Große Silberne Ehrenzeichen am Bande für Verdienste um die Republik Österreich.